# La batalla de Tetuán
La batalla de Tetuán es un cuadro pintado por Mariano Fortuny y Marsal por encargo de la Diputación de Barcelona entre 1862 y el 1864, donde se reflejan los hechos de la batalla de Tetuán, durante la guerra de África. La Diputación quería ubicar esta obra en el Saló de Consells del Palacio de la Diputación. Actualmente se encuentra en el Museo Nacional de Arte de Cataluña en Barcelona, con el número de inventario 010695-000, gracias a una aportación de la Diputación de Barcelona en 1919.

## Historia

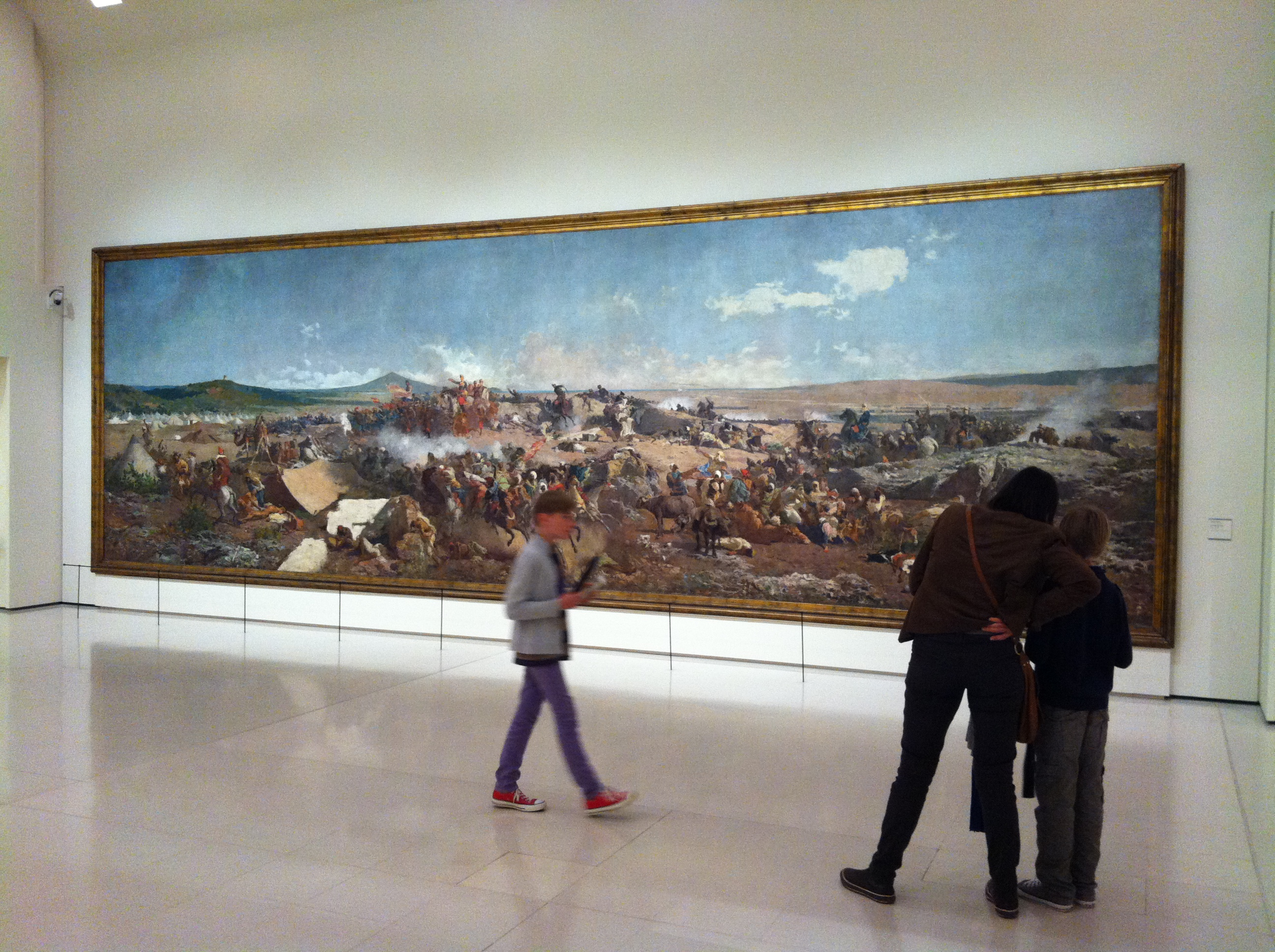
La obra, expuesta en el MNAC.

La Diputación de Barcelona pagó a Fortuny un viaje a París para que se inspirara en La toma de la Smala de Abd-el-Kader por el duque de Aumale en Taguin, de Horace Vernet pintada aproximadamente en 1843.
La tela se pintó en Roma y vino a España una vez muerto su autor.